# Pi-système
En mathématiques, un π-système (ou pi-système) sur un ensemble {\displaystyle X} est un ensemble de parties de {\displaystyle X} stable par intersection. Les π-systèmes font partie des familles d'ensembles que l'on rencontre en théorie de la mesure et théorie des probabilités. On sait par exemple grâce au lemme de classe monotone que deux mesures finies, et en particulier deux mesures de probabilités, dont les valeurs coïncident sur un π-système, coïncident également sur la tribu engendrée par ledit π-système. Les π-systèmes offrent donc une famille d'ensembles de prédilection, et relativement simple, pour vérifier l'égalité de deux mesures ou bien l'unicité de la construction d'une mesure.

## Définition
Définition, — Soit {\displaystyle X} un ensemble. On appelle π-système sur {\displaystyle X}, un ensemble {\displaystyle {\mathcal {C}}} de parties de {\displaystyle X} qui vérifie la propriété suivante :
Il est important de remarquer que certains auteurs requièrent dans la définition la condition supplémentaire que {\displaystyle {\mathcal {C}}} ne soit pas vide , ou bien encore que {\displaystyle X} appartienne à  {\displaystyle {\mathcal {C}}} . Ceci évitant la manipulation du π-système vide dans les preuves.
On peut faire remonter l'usage du terme π-système au moins jusqu'au mathématicien Eugene Dynkin en 1961.

## Exemples
- Une algèbre d'ensembles est un π-système, et par conséquent une tribu l'est aussi.
- Une topologie est un π-système.
- L'ensemble des intervalles semi-ouverts à droite, {\displaystyle \{[a,b)\mid a,\,b\in \mathbf {R} ,\,a<b\}}(en y adjoignant l’intervalle vide) est un π-système. Il en va de même pour les autres familles d'intervalles même non bornés.

## Propriétés
Dans cette section établissons quelques propriétés des π-systèmes qui ne sont pas étrangères à celle des tribus.  
Propriété — L'intersection d'une famille quelconque de π-systèmes sur un même ensemble est un π-système.
Comme conséquence directe de cette propriété, on obtient que pour toute famille {\displaystyle {\mathcal {E}}} de parties d'un ensemble {\displaystyle X} il existe un plus petit π-système qui la contient, au sens de l'inclusion des ensembles. On pourrait l'appeler le π-système engendré par {\displaystyle {\mathcal {E}}} par analogie avec les tribus engendrées. Il est unique et se construit comme l'intersection de tous les π-systèmes qui contiennent {\displaystyle {\mathcal {E}}}.
Propriété — L'image réciproque d'un π-système sur un ensemble {\displaystyle X} par une fonction d'un ensemble {\displaystyle Y} dans {\displaystyle X} est un π-système sur {\displaystyle Y}.
Dans le cas remarquable d'une variable aléatoire réelle {\displaystyle X} définie sur un espace de probabilité {\displaystyle \Omega }, les ensembles {\displaystyle \{X\leq a\}=\{\omega \mid X(\omega )\leq a\}} pour {\displaystyle a} réel est un π-système. Par ailleurs on obtient la fonction de répartition {\displaystyle F_{X}} de {\displaystyle X} comme les probabilités des ensembles de ce π-système en posant {\displaystyle F_{X}(x)=\mathbf {P} (\{X\leq x\})} pour tout {\displaystyle x} réel où {\displaystyle \mathbf {P} } désigne la mesure de probabilité considérée sur {\displaystyle \Omega }. Celle-ci permet de caractériser la loi de la variable aléatoire {\displaystyle X}. 
Propriété — Soit {\displaystyle (X_{t})_{t\in T}} une famille d'ensembles indexée par un ensemble {\displaystyle T}. Si l'on se donne pour chaque {\displaystyle t} dans {\displaystyle T} un π-système {\displaystyle P_{t}} sur {\displaystyle X_{t}} alors, sur le produit cartésien {\displaystyle \Pi _{t\in T}X_{t}}, la famille de tous les ensembles cylindriques
où {\displaystyle n} est un entier, {\displaystyle t_{1},\ldots ,t_{n}} sont éléments de {\displaystyle T} et pour chaque entier {\displaystyle j} jusqu'à {\displaystyle n}, {\displaystyle A_{t_{j}}} est un élément de {\displaystyle P_{t_{j}}}, forme un π-système.
En particulier, lorsque {\displaystyle T=\{1,\ldots ,n\}} est fini, respectivement. {\displaystyle T=\mathbb {N} }, on obtient une construction plus simple de telle manière que l'on peut écrire le π-système comme suit : {\displaystyle \{A_{1}\times \cdots \times A_{n}\mid A_{i}\in P_{i}{\text{ ou }}A_{i}=X_{i},\,i=1,\ldots n\}}, respectivement {\displaystyle \{\Pi _{i\in \mathbb {N} }A_{i}\mid A_{i}\in P_{i}{\text{ ou }}A_{i}=X_{i},\,i\in \mathbb {N} \}}. On remarque aisément en supposant {\displaystyle X_{i}} dans {\displaystyle P_{i}} pour chaque {\displaystyle i} que l'on peut simplifier encore ces expressions.
De tels systèmes se rencontrent bien souvent lorsque {\displaystyle P_{t}} est en fait une tribu sur {\displaystyle X_{t}}, et donc en particulier un π-système. Dans ce cas la famille des cylindres est génératrice de la tribu cylindrique sur l'espace produit qui est une tribu d'usage classique dans l'étude des processus stochastiques .